# Mikromobilitet

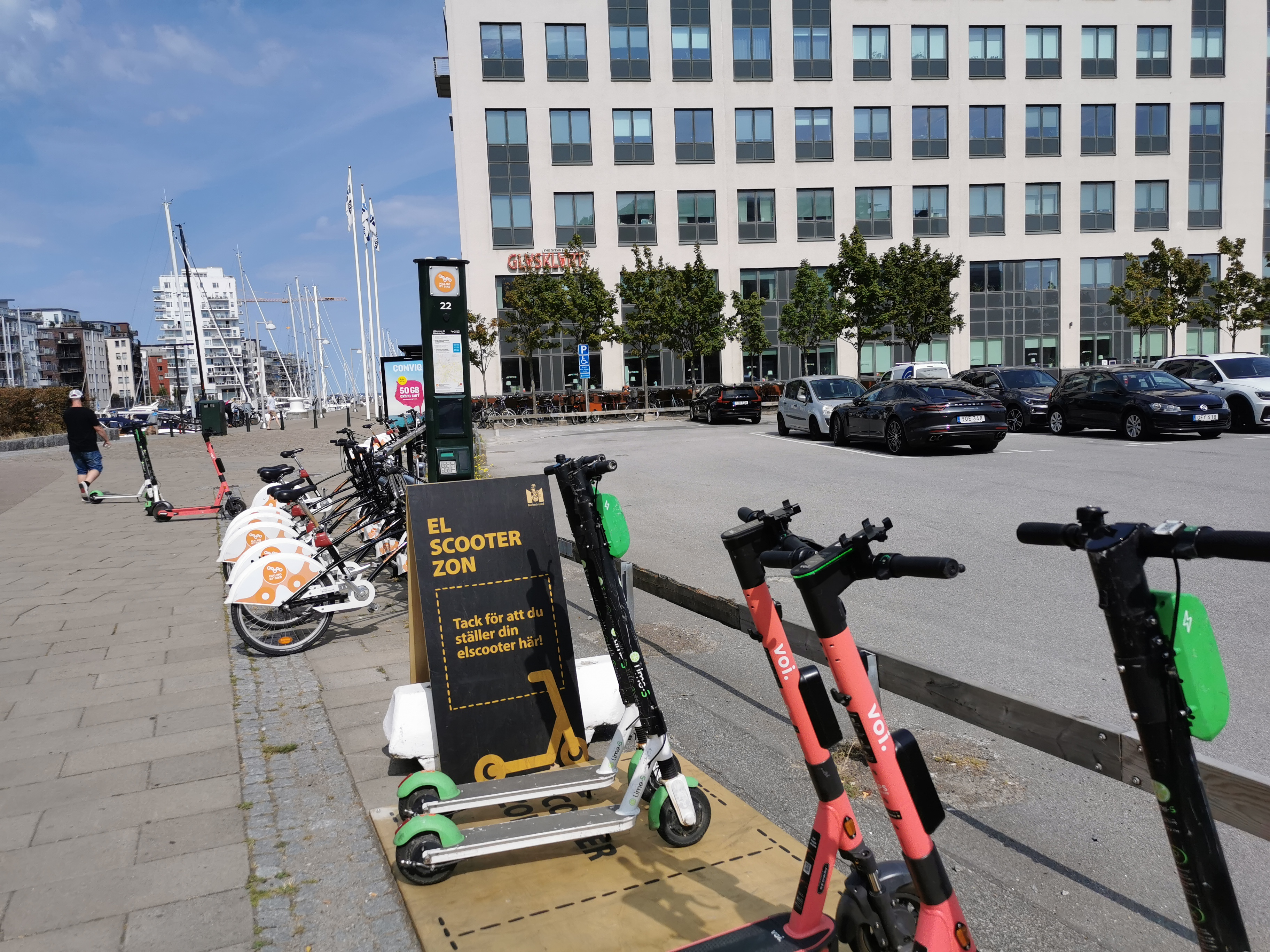
Elsparkcyklar från Lime och Voi och lånecyklar längre bak i bild från Malmö by bike.

Mikromobilitet avser en rad små, lätta fordon som vanligtvis framförs under 25 km/h och som körs av användaren. Det inkluderar exempelvis cykel och elsparkcykel. Mikromobilitet kan drivas helt av människor, som exempelvis vanliga tramp-cyklar, eller av en elektrisk motor. De kan vara privatägda eller tillgängliga som mobilitetstjänster (som exempelvis de elsparkcyklar som kan hyras i flera städer i Sverige såväl som internationellt). Den i Sverige vanligaste formen av mikromobilitet är den privatägda cykeln.

## Definition
"Micromobility is minimal mobility and thus human-scale mobility."

## Lista över mikromobilitetsfordon
- Cykel
- Cykelbil
- Elsparkcykel
- Enhjuling
- Golfbil
- Handcykel
- Permobil
- Rullskridskor
- Rullstol
- Segway
- Skateboard
- Sparkcykel
- Trehjuling